# Peruphasma unicolor
Peruphasma unicolor är en insektsart som först beskrevs av Ludwig Redtenbacher 1906.  Peruphasma unicolor ingår i släktet Peruphasma och familjen Pseudophasmatidae. Inga underarter finns listade i Catalogue of Life.